# هانس کولبرگ
هانس کولبرگ (دانمارکی: Hans Colberg; ۱۴ دسامبر ۱۹۲۱ –۲۵ سپتامبر ۲۰۰۷) بازیکن فوتبال اهل دانمارک بود.
وی همچنین در تیم‌های ملی فوتبال زیر ۲۱ سال دانمارک و دانمارک بازی کرده‌است.